# 尼恩引擎
尼恩引擎（英語：Rolls-Royce Nene）是英国罗尔斯·罗伊斯股份有限公司于20世纪40年代开发的涡轮喷气发动机，是当时世界上推力最强劲的发动机之一，但實同時代F-86的J47推力更大，可是它只是美國專為本國軍方開發的而沒有被各國廣泛仿制和使用，所以該發動機並非反共人士所誤會的高度機密，反而因為使用很多較傳統的技術的離心式設計，卻經過在二戰末期的流星式戰鬥機上前代的經驗改良，變得發展了本有較可靠耐用的前題下，提高推力到接近J47的軸流式設計的程度。该发动机罗尔斯·罗伊斯以河流名命名喷气发动机的传统以英格兰河流尼恩河命名。搭载有该发动机的机型有本國吸血鬼战斗机。在工党政治家斯塔福·克里普斯的推动下，该发动机被同時給售美國與苏联和法國，美國仿制稱惠普J42用在F9F黑豹战斗机，苏联借此开仿制出克里莫夫VK-1发动机，后装配在米格-15战斗机上。而法國亦另行直接使用在自己第一種噴射戰鬥機MD450 "暴風" (Ouragan)的早期型上，後期用的是便和美蘇一樣仿制並改良過的。